# Egyszer volt…
Az Egyszer volt... a Babos Gyula magyar gitáros vezette Babos Project Romani együttes albuma, amit 1998-ban adtak ki.

## Számok
1. Intro - 1:23
2. Nara-nannáy - 5:45
3. Gelem - 6:45
4. Trans-Sylvania - 6:29
5. Csillagok - 7:28
6. Három nap - 5:44
7. Romantic Gipsy Heart - 5:19
8. True Colours - 5:43
9. Mathild Song - 4:32
10. Mese feketén fehéren - 5:47

## Közreműködők
- Babos Gyula - gitár
- Lattmann Béla - basszusgitár
- Kunovits Katalin - ének
- Oláh Tzumo Árpád - zongora
- Dobi Matild - ének
- Borlai Gergő - dob
- Hárs Viktor - nagybőgő
- Bihari Ernő - ütőhangszerek
- Daróci József